# Troglofilna špiljska velekamenjarka
Troglofilna špiljska velekamenjarka (lat.: Eupolybothrus cavernicolus) je vrsta strige pronađena u dvije špilje u blizini sela Kistanje kraj Šibenika.
Nazvan je „cyber-centipede” jer je prva eukariotska vrsta za koju su, osim tradicionalnog morfološkog opisa, znanstvenici pružili transkriptomski profil, podatke o kodiranju DNK-a, detaljnu anatomsku rendgensku mikrotomografiju (mikro-CT) i snimku živog primjerka.